# Хто приходить у зимовий вечір...
Хто приходить у зимовий вечір... (рос. Кто приходит в зимний вечер) — російська кінокомедія 2006 року.

## Сюжет
Старіючий артист ТЮГу Микола Іванович Філаретов (Андрій М'ягков) в передноворічний день підробляє Дідом Морозом. Разом з ним працює і Снігуронька — акторка Зіна (Марія Аронова). Для Миколи Івановича це не просто заробіток — це перш за все творчість, кожна квартира — це його сцена, його театр.
І ось, привітавши дітей в різних будинках, Філаретов потрапляє в квартиру, де з його приходом трапляється звичайне новорічне диво, і життя мешканців квартири, як і його власна, круто змінюється.

## У ролях
| Актор                | Роль                      |
| -------------------- | ------------------------- |
| Андрій М'ягков       | Микола Іванович Філаретов |
| Марія Аронова        | Зіна, Снігуронька         |
| Валентина Тєлічкіна  | Галина                    |
| Ганна Тараторкіна    | Лєна                      |
| Єгор Бероєв          | Олег                      |
| Андрій Краско        | водій тролейбуса          |
| Борис Хімічєв        | Дід Мороз                 |
| Наталія Хорохоріна   | помічник режисера         |
| Тамара Сьоміна       | прибиральниця             |
| Олександр Дьяченко   | охоронець                 |
| Сергій Фролов        | директор фірми            |
| Анжеліка Пашкова     | Нателла                   |
| Микита Тарасов       | епізод                    |
| Михайло Федоровський | епізод                    |
| Тетяна Голованова    | Макарофф                  |
| Ірина Юрченко        | акторка театру            |
| Максим Ратінер       | епізод                    |
| Раїса Рязанова       | епізод                    |
| Марія Вікторова      | акторка театру            |
| Галина Кузнєцова     | акторка театру            |
| Антон Макарський     | епізод                    |
| Вікторія Морозова    | епізод                    |